# Ангел Необъяснимого. Экстраваганца
«А́нгел Необъясни́мого. Экстравага́нца» (англ. The Angel of the Odd) — юмористический рассказ американского писателя Эдгара Аллана По, написанный и впервые напечатанный в 1842 году.

## Сюжет
Рассказчик рассказывает о встрече с Ангелом Необъяснимого. Рассказчик не верил ни во что необъяснимое, он много пил. И однажды, когда он в очередной раз сказал, что не верит в необъяснимое, перед ним явился Ангел Необъяснимого. Это было существо, у которого вместо рук были бутылки, вместо живота — бочка, вместо ног — маленькие бочки, а вместо головы красовалась фляжка. Ангел угрожает рассказчику, говорит, что заставит его поверить в Необъяснимое.
С этого дня рассказчику начинает сильно не везти. Во всём он сталкивается с неудачей. Например, он должен был жениться на одной девушке, но однажды на улице ему в глаз попала соринка, и он не разглядел невесту. Она обиделась и ушла. Тогда приблизился Ангел и вытащил соринку из глаза. Во второй раз он уже с другой невестой кланялись друг другу, как вдруг их волосы сплетаются и с головы главного героя слетает парик, и он остается с лысиной.
Потом в доме рассказчика начинается пожар. Дом полностью сгорает, и рассказчик отправляется топиться. Он снимает одежду и заходит в реку, но в этот момент прилетает ворона и берёт что-то важное из вещей. Рассказчик бросается за вороной и, не заметив обрыва, падает в него. Он успевает схватиться за канат, который был сброшен из корзины воздушного шара. Рассказчик зовёт на помощь и видит, что в воздушном шаре сидит Ангел. Ангел спрашивает его, верит ли он теперь в Ангела Необъяснимого. Тот испуганно отвечает «да». Тогда Ангел отпускает его, и он падает в печную трубу своего дома.

## Ангел Необъяснимого
Образ Ангела символистичен. Автор юмористически описал его. Возможно, что рассказчик увидел Ангела в виде бочек и бутылок потому, что сам был подвыпившим. Кроме того, Ангел говорит с сильным немецким акцентом (вместо буквы «В» произносит «Ф» и так далее). Он имеет суровый характер и обращается с главным героем довольно грубо.
Ангел говорит, что он является тем людям, которые не верят в Необъяснимое (имеются в виду факты, которые невозможно объяснить) и доказывает им обратное.